# Your Body's Callin'
"Your Body's Callin'" é um single de 1994 do cantor estadunidense R. Kelly para o seu álbum 12 Play. Kelly também lançou a canção em um b-side com a cantora Aaliyah, intitulada "Your Body's Calling (His N Hers Mix)". Norman Brown fez um cover da canção em 1996 no álbum Better Days Ahead.
Esta música foi sampleada por The Notorious B.I.G. em "Unbelievable", presente no álbum Ready to Die, de 1994.

## Paradas musicais
| Parada musical (1994)                        | Melhor posição |
| -------------------------------------------- | -------------- |
| Reino Unido (UK Singles Chart)               | 19             |
| Estados Unidos (Billboard Hot 100)           | 13             |
| Estados Unidos (Billboard R&B/Hip-Hop Songs) | 2              |

| Parada de final do ano (1994)      | Posição |
| ---------------------------------- | ------- |
| Estados Unidos (Billboard Hot 100) | 64      |